# Eusebio Tejera
Pour les articles homonymes, voir Tejera.
Eusebio Ramón Tejera Kirkerup, né le 6 janvier 1922 à Montevideo et mort le 9 novembre 2002, est un footballeur international uruguayen évoluant au poste de défenseur.

## Biographie
Eusebio Tejera évolue au club uruguayen du Club Atlético Bella Vista avant de rejoindre le CA River Plate, en Argentine. Il s'engage ensuite avec le Club Nacional de Football en 1945, où il évolue cinq saisons durant.
Il est sélectionné en équipe d'Uruguay de football où il joue trente-et-un matches, dont quatre de la Coupe du monde de football de 1950 remportée par les Uruguayens.

## Palmarès
Avec l'équipe d'Uruguay de football
- Vainqueur de la Coupe du monde de football de 1950.
- Vainqueur de la Copa Rio Branco en 1946 et 1948.

Avec le Club Nacional de Football
- Vainqueur du Championnat d'Uruguay de football en 1946, 1947 et 1950.